# Zorzines contrasqualida
Zorzines contrasqualida är en fjärilsart som beskrevs av Inoue 1992. Zorzines contrasqualida ingår i släktet Zorzines och familjen nattflyn. Inga underarter finns listade i Catalogue of Life.